# 常楽寺 (館林市)
常楽寺（じょうらくじ）は、群馬県館林市木戸町にある真言宗豊山派の寺院である。本堂には不動明王を本尊として、大日如来、阿弥陀如来、薬師如来と十二神将、十一面観音、愛染明王、毘沙門天、弁財天など多くの仏天を祀る。

## 歴史
群馬県館林市木戸町の常楽寺は弘安3年（1280年）創建になる真言宗豊山派寺院。法流としては関東一円にひろまった醍醐寺三宝院意教流方の支流、下野鶏足寺意教流慈猛方の末寺であった。現在は館林市木戸町であるが、もともとは足利荘木戸郷であり足利四ヵ檀林の一寺で十八ヵ寺の本寺であった。本堂には空阿上人慈猛（1212年 - 1277年）の等身大の像がまつられる。弘安3年以前に12代の住持が存在するので開基は平安中期（1000年ごろ）と思われる。